# 221 p.n.e.
| [ Edytuj tabelę ] |                                                                              |
| Król Baktrii      | - 230 p.n.e. Eutydemos 200 p.n.e.                                            |
| Król Bitynii      | - 229 p.n.e. Prusjasz I 182 p.n.e.                                           |
| Cesarz Chin       | - 221 p.n.e. Qin Shi Huang 210 p.n.e.                                        |
| Władca Egiptu     | - 246 p.n.e. Ptolemeusz III 221 p.n.e. - 221 p.n.e. Ptolemeusz IV 204 p.n.e. |
| Król Ilirii       | - 230 p.n.e. Pinnes 217 p.n.e.                                               |
| Król Kapadocji    | - 230 p.n.e. Ariarates III 220 p.n.e.                                        |
| Król Macedonii    | - 229 p.n.e. Antygon III Doson 221 p.n.e. - 221 p.n.e. Filip V 179 p.n.e.    |
| Król Partów       | - 247 p.n.e. Arsakes 217 p.n.e.                                              |
| Władca Pergamonu  | - 241 p.n.e. Attalos I 197 p.n.e.                                            |
| Król Pontu        | - 256 p.n.e. Mitrydates II 220 p.n.e.                                        |
| Dyktator Rzymu    | - 221 p.n.e. Kwintus Fabiusz 221 p.n.e.                                      |
| Władca Seleucydów | - 223 p.n.e. Antioch III Wielki 187 p.n.e.                                   |
| Król Sparty       | - 227 p.n.e. Euklejdas 221 p.n.e.                                            |
| Tyran Syrakuz     | - 275 p.n.e. Hieron II 215 p.n.e.                                            |

Rok 221 p.n.e.
stulecia: IV wiek p.n.e. ~
III wiek p.n.e. ~
II wiek p.n.e.

lata: 231 p.n.e. «
225 p.n.e. «
224 p.n.e. «
223 p.n.e. «
222 p.n.e. «
221 p.n.e. »
220 p.n.e. »
219 p.n.e. »
218 p.n.e. »
217 p.n.e. »
211 p.n.e.

## Wydarzenia
Azja
- Król Zheng z państwa Qin zjednoczył Chiny i jako Qin Shi Huang został pierwszym cesarzem; rozpoczął m.in. budowę długiego wału ziemnego mającego powstrzymać najazdy koczowników z północy (zobacz: Wielki Mur Chiński).

Europa
- Filip V Antygonida objął rządy w Macedonii.
- Hannibal został dowódcą wojsk kartagińskich w Hiszpanii.

## Zmarli
- Antygon III Doson, król macedoński z dynastii Antygonidów (ur. 263 p.n.e.).
- Berenika II, królowa egipska.
- Hazdrubal Starszy, kartagiński polityk i dowódca.
- Lucjusz Cecyliusz Metellus Denter, rzymski pontifex maximus.
- Ptolemeusz III Euergetes, król Egiptu (lub 222 p.n.e., data sporna; ur. 284 p.n.e.).